# Costa!! de serie
Costa!! de serie is een Nederlandse komedieserie voor Netflix uit 2024. Het is een vervolg op de bioscoopfilm Costa!! uit 2022. De serie volgt de levens van de crew van een van de beste clubs in Salou, namelijk de Costa!
Lisa Zweerman, Oscar Aerts, Roeland Fernhout, Sinan Eroglu en Katja Schuurman zijn de enige acteurs die terug keren vanuit de film naar de serie. Waarbij ook het personage van Eroglu meer op de achtergrond kwam in verband met andere verplichte werkzaamheden tijdens de draaidagen.

## Verhaal
Eén jaar na het einde van de film Costa!!, gaat het verhaal verder. De Costa! is sinds jaren weer een van de hipste en populairste clubs aan de Costa. De zaken gaan goed en iedereen zet zich voor de volle honderd procent in. Eigenaar Thomas ook, alleen dat kost nu zijn kop als blijkt dat hij en burn-out heeft en alle taken aan z'n personeel moet overlaten.

## Rolverdeling

### Hoofdrollen
- Lisa Zweerman als Esmee
- Oscar Aerts als Mike"y"
- Joep Paddenburg als Duco "Duuk"
- Bo Maerten als Mila
- Jatou Sumbunu als Zoë
- Hamza Othman als Fatih
- Roeland Fernhout als Thomas
- Sinan Eroglu als Kay
- Katja Schuurman als Frida
- Annick Boer als Sylvia
- Florence Vos Weeda als June

### Bijrollen
- Mark Rietman als Hugo Nabermann
- Milo Taboada als Hector Dos Santos

## Afleveringen
| Nr. | Titel                                 | Datum      |
| --- | ------------------------------------- | ---------- |
| 1 | Zon, zee, sex en nieuw personeel      | 2 mei 2024 |
| Het is de derde zomer dat de Costa! weer een van de beste clubs aan de costa is. Mila en Duuk belanden beiden als nieuw personeel bij de club, maar het gaat niet precies zoals ze het willen.                         |                                       |            |
| 2 | Zon, zee, sex en een burn-out         | 2 mei 2024 |
| Thomas blijkt een burn-out te hebben en laat de management taken over aan z'n personeel. Tijdens een avondje stappen blijkt niet iedereen fan te zijn van de Costa!.                                                   |                                       |            |
| 3 | Zon, zee, sex en onbereikbare liefde  | 2 mei 2024 |
| Duuk begint verliefd te worden op Esmee, maar weet niet hoe hij indruk op haar moet maken. Mila is ook verliefd en zij gaat er helemaal voor, wat niet zo goed valt bij haar collega's.                                |                                       |            |
| 4 | Zon, zee, sex en volle maan           | 2 mei 2024 |
| De crew organiseert een Full Moon party, maar niet iedereen houdt zich aan z'n taken. De ruzie tussen Mike en buurman Hector loopt uit de hand.                                                                        |                                       |            |
| 5 | Zon, zee, sex en een slechte recensie | 2 mei 2024 |
| De toekomst van de Costa! staat op het spel, nadat een bekende influencer een slechte filmpje post na het dramatische Full Moon party. Duuk & Esmee en Mila & June staan alle vier anders in hun opbloeiende romances. |                                       |            |
| 6 | Zon, zee, sex en connectie            | 2 mei 2024 |
| Mike probeert op zijn manier de Costa! redden, terwijl Mila een aanbod krijgt van de grootste concurrent. Wanneer Esmee eindelijk toenadering zoekt bij Duuk staat ze rechtover tegen iemand uit haar verleden.        |                                       |            |
| 7 | Zon, zee, sex en mission impossible   | 2 mei 2024 |
| Thomas keert terug van zijn retraite en schrikt wat de staat van de Costa! is. De crew bedenkt een onmogelijk plan om de Costa! van de ondergang te redden.                                                            |                                       |            |
| 8 | Zon, zee, sex en gevonden voorwerpen  | 2 mei 2024 |
| De Costa! lijkt gered te zijn, maar gaat ten koste van goed personeel. Duuk zet z'n beentje voor om Esmee terug te halen. Fatih vindt een positieve zwangerschapstest.                                                 |                                       |            |